# 姜学斌
姜学斌（1974年1月—），男，中华人民共和国外交官，现任中华人民共和国驻土耳其共和国特命全权大使。

## 生平
姜学斌曾任外交部政策规划司形势分析处副处长、驻澳大利亚大使馆参赞和外交部政策规划司参赞、司领导。2019年，升任外交部政策规划司副司长。2020年，调任外交部干部司副司长。2025年1月，出任中华人民共和国驻土耳其大使。